# Skillinge Vingård

Vinmakare Percy Månsson i vineriet år 2019.

Skillinge Vingård (även kallad Domän Sånana) är en vingård i Skillinge utanför Simrishamn i Skåne. Vingården grundades 1994, vilket gör den till Sveriges äldsta ännu aktiva. Det produceras omkring 2000 flaskor röda och vita viner om året. Egendomen har brukats av familjen Månsson sedan 1873, med hönsuppfödning som specialitet.

## Bakgrund
Percy Månsson startade med sin fru Anita en vinklubb som kom att bli mycket populär. Inspirerad av det åkte paret Månsson båt ner till Frankrike, talade med vinbönder, åt maten och provade vinerna. När de återvände började de själva att odla vin.
1994 planterade Percy Månsson de första vinstockarna på gården. Det rörde sig om hybrid-sorter som Zilga, Spulga och Sukribe.
Det första vinet buteljerades 1999. Det dröjde dock till 2009 innan de första flaskorna fanns tillgängliga på Systembolaget.

## Vingården
Östersjön ligger omkring 400 meter söder om vingården, vilket ger ett milt maritimt klimat. Jordarna består främst av moränlera.
De druvsorter som 2022 odlas på Skillinge Vingård är bland andra de blå Rondo och Pinot Noir och de gröna Solaris och Ortega.

## Utmärkelser
2011 vann Domän Sånana Claré 2009 guld i klassen Gårdsvin vid SM i Mathantverk på Stockholmsmässan. Ledande vinjournalister, bland andra den engelske vinskribenten Oz Clark, Sydsvenskans Anders Fagerström och DNs vinskribent Bengt-Göran Kronstam, har tidigare i berömmande ordalag uttalat sig om Domän Sånanas vin.